# Richardménil
Richardménil est une commune française située dans le département de Meurthe-et-Moselle en région Grand Est, près de Nancy.

## Géographie
Richardménil se trouve sur la Moselle, à environ 20 minutes au sud de Nancy via l'autoroute A330. La commune fait partie de la communauté de communes Moselle et Madon.
Richardménil est aussi traversée par le canal des Vosges (anciennement canal de l'Est).
| Messein   |                      | Ludres   |
| Méréville | Richardménil         | Lupcourt |
|           | Flavigny-sur-Moselle |          |

### Hydrographie
La commune est dans le bassin versant du Rhin au sein du bassin Rhin-Meuse. Elle est drainée par la Moselle, la rigole d'Alimentation du Bassin de Virement, le canal de jonction (embranchement de Nancy), le canal de l'Est (Branche Sud), le ruisseau de la Borne et le ruisseau d'Hurpont,.
La Moselle, d'une longueur totale de 560 kilomètres dont 314 kilomètres en France, prend sa source dans le massif des Vosges au col de Bussang et se jette dans le Rhin à Coblence en Allemagne. 

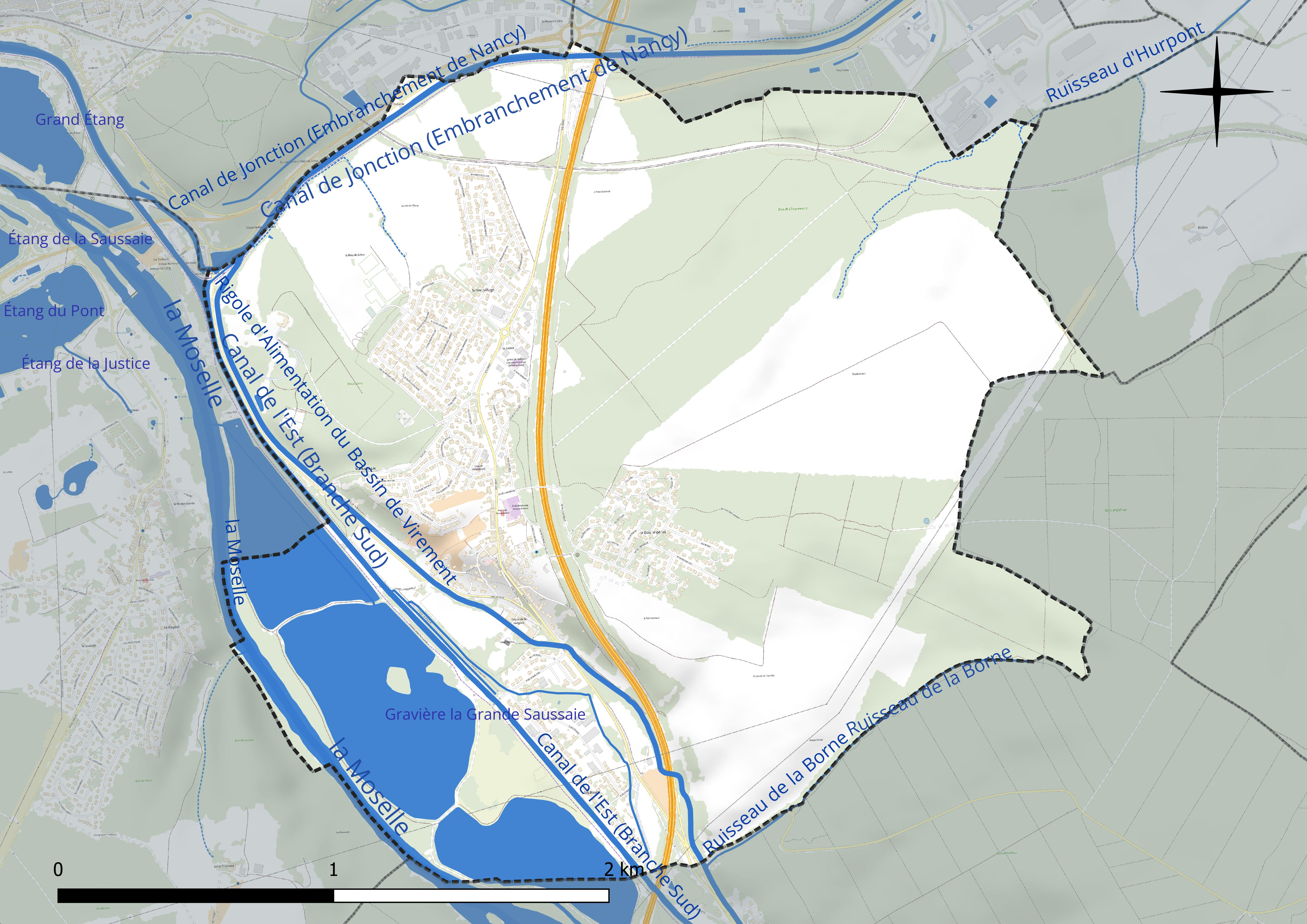
Réseau hydrographique de Richardménil.

Un plan d'eau complète le réseau hydrographique : la gravière la Grande Saussaie, d'une superficie totale de 52,6 ha (48,1 ha sur la commune),.

### Climat
Pour des articles plus généraux, voir Climat du Grand Est et Climat de Meurthe-et-Moselle.
En 2010, le climat de la commune est de type climat des marges montargnardes, selon une étude du Centre national de la recherche scientifique s'appuyant sur une série de données couvrant la période 1971-2000. En 2020, Météo-France publie une typologie des climats de la France métropolitaine dans laquelle la commune est exposée à un climat semi-continental et est dans la région climatique  Lorraine, plateau de Langres, Morvan, caractérisée par un hiver rude (1,5 °C), des vents modérés et des brouillards fréquents en automne et hiver. 
Pour la période 1971-2000, la température annuelle moyenne est de 9,6 °C, avec une amplitude thermique annuelle de 17 °C. Le cumul annuel moyen de précipitations est de 822 mm, avec 12,1 jours de précipitations en janvier et 9,4 jours en juillet. Pour la période 1991-2020, la température moyenne annuelle observée sur la station météorologique de Météo-France la plus proche, « Nancy-Essey », sur la commune de Tomblaine à 10 km à vol d'oiseau, est de 11,0 °C et le cumul annuel moyen de précipitations est de 746,3 mm. 
La température maximale relevée sur cette station est de 40,1 °C, atteinte le 24 juillet 2019 ; la température minimale est de −24,8 °C, atteinte le 21 février 1956,,. 
Les paramètres climatiques de la commune ont été estimés pour le milieu du siècle (2041-2070) selon différents scénarios d'émission de gaz à effet de serre à partir des nouvelles projections climatiques de référence DRIAS-2020. Ils sont consultables sur un site dédié publié par Météo-France en novembre 2022.

## Urbanisme

### Typologie
Au 1er janvier 2024, Richardménil est catégorisée ceinture urbaine, selon la nouvelle grille communale de densité à sept niveaux définie par l'Insee en 2022.
Elle appartient à l'unité urbaine de Richardménil, une agglomération intra-départementale regroupant deux  communes, dont elle est ville-centre,,. Par ailleurs la commune fait partie de l'aire d'attraction de Nancy, dont elle est une commune de la couronne,. Cette aire, qui regroupe 353 communes, est catégorisée dans les aires de 200 000 à moins de 700 000 habitants,.

### Occupation des sols
L'occupation des sols de la commune, telle qu'elle ressort de la base de données européenne d’occupation biophysique des sols Corine Land Cover (CLC), est marquée par l'importance des territoires agricoles (34,2 % en 2018), en diminution par rapport à 1990 (35,1 %). La répartition détaillée en 2018 est la suivante : forêts (33,7 %), terres arables (23,9 %), zones urbanisées (17,6 %), eaux continentales (12,9 %), prairies (10,3 %), zones industrielles ou commerciales et réseaux de communication (1,5 %). L'évolution de l’occupation des sols de la commune et de ses infrastructures peut être observée sur les différentes représentations cartographiques du territoire : la carte de Cassini (XVIIIe siècle), la carte d'état-major (1820-1866) et les cartes ou photos aériennes de l'IGN pour la période actuelle (1950 à aujourd'hui).

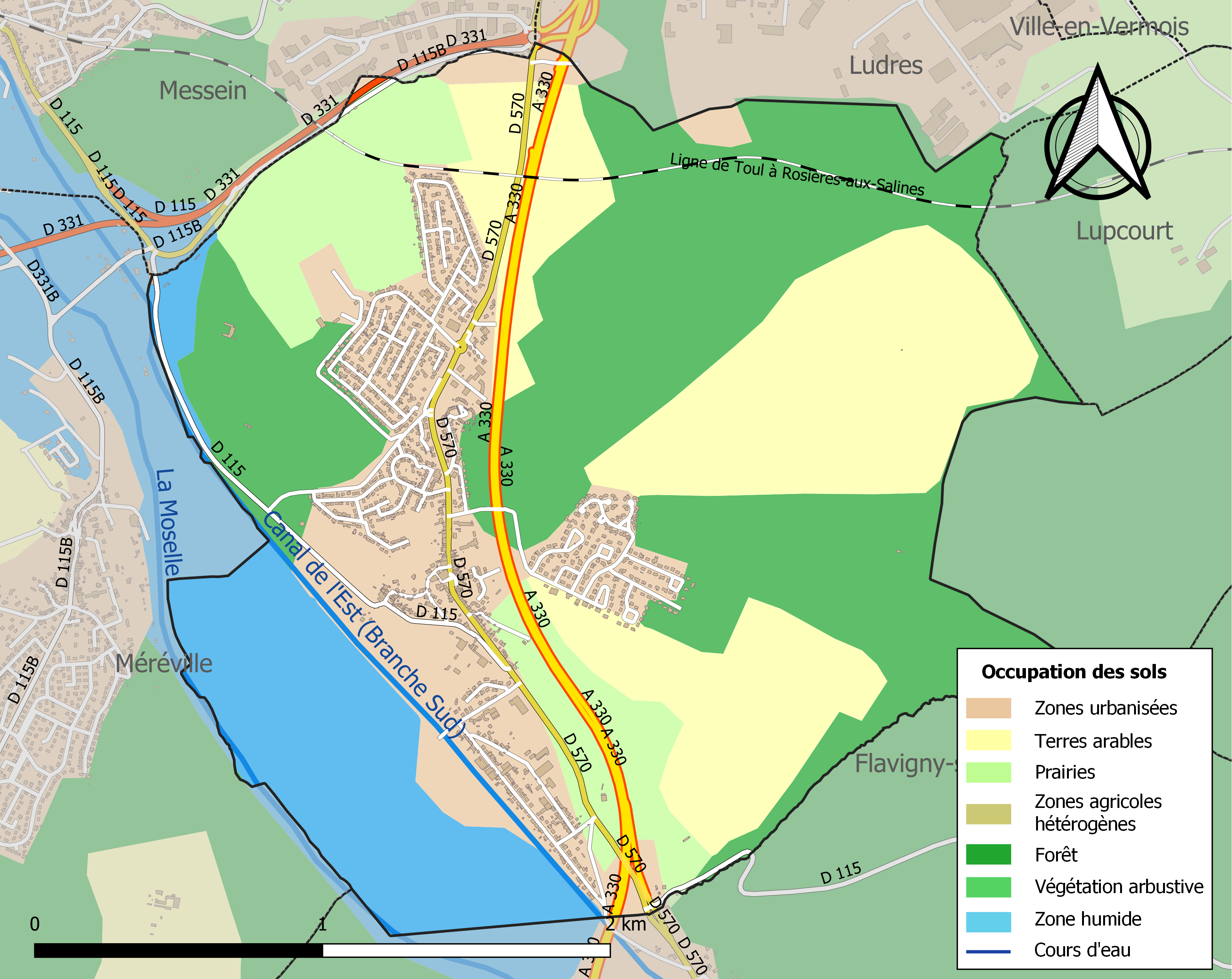
Carte des infrastructures et de l'occupation des sols de la commune en 2018 (CLC).

### Morphologie urbaine
Les quartiers et lieux-dits de la commune sont :
- le Haut du lac,
- le Vert Village,
- le Bois Impérial,
- le Bas du lac,
- les Bachots.

## Toponymie
D'un nom de personne Richard + mansionile.
Richartmesnil (1198), Richartmainil (1242), Richardi menillum (1402).

## Histoire
- Faisait partie de la villa gallo-romaine de Ludres.
- Château mentionné au XIVe siècle, détruit en 1820.
- Pris par Jean de Châlons[Lequel ?] en 1442.
- L'armée de Napoléon y campa lors de la retraite de Russie en 1812.

## Politique et administration
| Période                                  | Période                   | Identité                                       | Étiquette | Qualité                                      |
| ---------------------------------------- | ------------------------- | ---------------------------------------------- | --------- | -------------------------------------------- |
| Les données manquantes sont à compléter. |                           |                                                |           |                                              |
| mars 1814                                |                           | Antoine Drappier                               |           |                                              |
|                                          |                           | Fery de Ludre                                  | Act.lib.  | Propriétaire, agriculteur Député (1902-1915) |
| Les données manquantes sont à compléter. |                           |                                                |           |                                              |
| mars 1977                                | mars 1989                 | Jean-Pierre Weiss                              |           |                                              |
| mars 1989                                | juin 1995                 | Christian Coignus                              |           |                                              |
| juin 1995                                | avril 2008                | René Colotte                                   | DVG       | Retraité                                     |
| avril 2008                               | mars 2014                 | Henri Noirel (1948-2017)                       |           |                                              |
| mars 2014                                | En cours (au 23 mai 2020) | Xavier Boussert Réélu pour le mandat 2020-2026 |           | Contremaitre                                 |
| Les données manquantes sont à compléter. |                           |                                                |           |                                              |

## Population et société

### Démographie
L'évolution du nombre d'habitants est connue à travers les recensements de la population effectués dans la commune depuis 1793. Pour les communes de moins de 10 000 habitants, une enquête de recensement portant sur toute la population est réalisée tous les cinq ans, les populations de référence des années intermédiaires étant quant à elles estimées par interpolation ou extrapolation. Pour la commune, le premier recensement exhaustif entrant dans le cadre du nouveau dispositif a été réalisé en 2007.

En 2022, la commune comptait 2 362 habitants, en évolution de +0,17 % par rapport à 2016 (Meurthe-et-Moselle : −0,13 %, France hors Mayotte : +2,11 %).
| 1793 | 1800 | 1806 | 1821 | 1831 | 1836 | 1841 | 1846 | 1851 |
| ---- | ---- | ---- | ---- | ---- | ---- | ---- | ---- | ---- |
| 184  | 195  | 179  | 243  | 251  | 261  | 278  | 294  | 321  |

| 1856 | 1861 | 1872 | 1876 | 1881 | 1886 | 1891 | 1896 | 1901 |
| ---- | ---- | ---- | ---- | ---- | ---- | ---- | ---- | ---- |
| 314  | 336  | 318  | 361  | 329  | 322  | 338  | 366  | 341  |

| 1906 | 1911 | 1921 | 1926 | 1931 | 1936 | 1946 | 1954 | 1962 |
| ---- | ---- | ---- | ---- | ---- | ---- | ---- | ---- | ---- |
| 322  | 327  | 345  | 315  | 361  | 334  | 338  | 393  | 524  |

| 1968 | 1975  | 1982  | 1990  | 1999  | 2006  | 2007  | 2012  | 2017  |
| ---- | ----- | ----- | ----- | ----- | ----- | ----- | ----- | ----- |
| 628  | 1 104 | 2 479 | 3 040 | 2 889 | 2 615 | 2 575 | 2 422 | 2 355 |

| 2022  | - | - | - | - | - | - | - | - |
| ----- | - | - | - | - | - | - | - | - |
| 2 362 | - | - | - | - | - | - | - | - |

### Enseignement
Cette ville compte également deux écoles.

### Sports
Richardménil possède un parcours de santé, deux stades de football, un city ainsi que des courts de tennis et un skatepark. Le club de foot local est le FCRF2M (Football Club Richardménil Flavigny Méréville Messein).
« Les Foulées De La Solidarité » sont organisées le jour du Téléthon sur un parcours de 10,4 km composé de 4 boucles de 2,6 km.

## Économie

### Entreprises et commerces
Une zone où quelques dizaines d'entreprises sont implantées se trouve à côté de la route nationale. On trouve, rue du Général de Gaulle, une boulangerie pâtisserie, un bureau de tabac, un coiffeur, une agence d'assurance, une cave à vin mais également tous les mardis soirs un Food truck à burger. On peut aussi retrouver de nombreux professionnels de santé ainsi qu'une pharmacie. 

## Culture locale et patrimoine

### Lieux et monuments

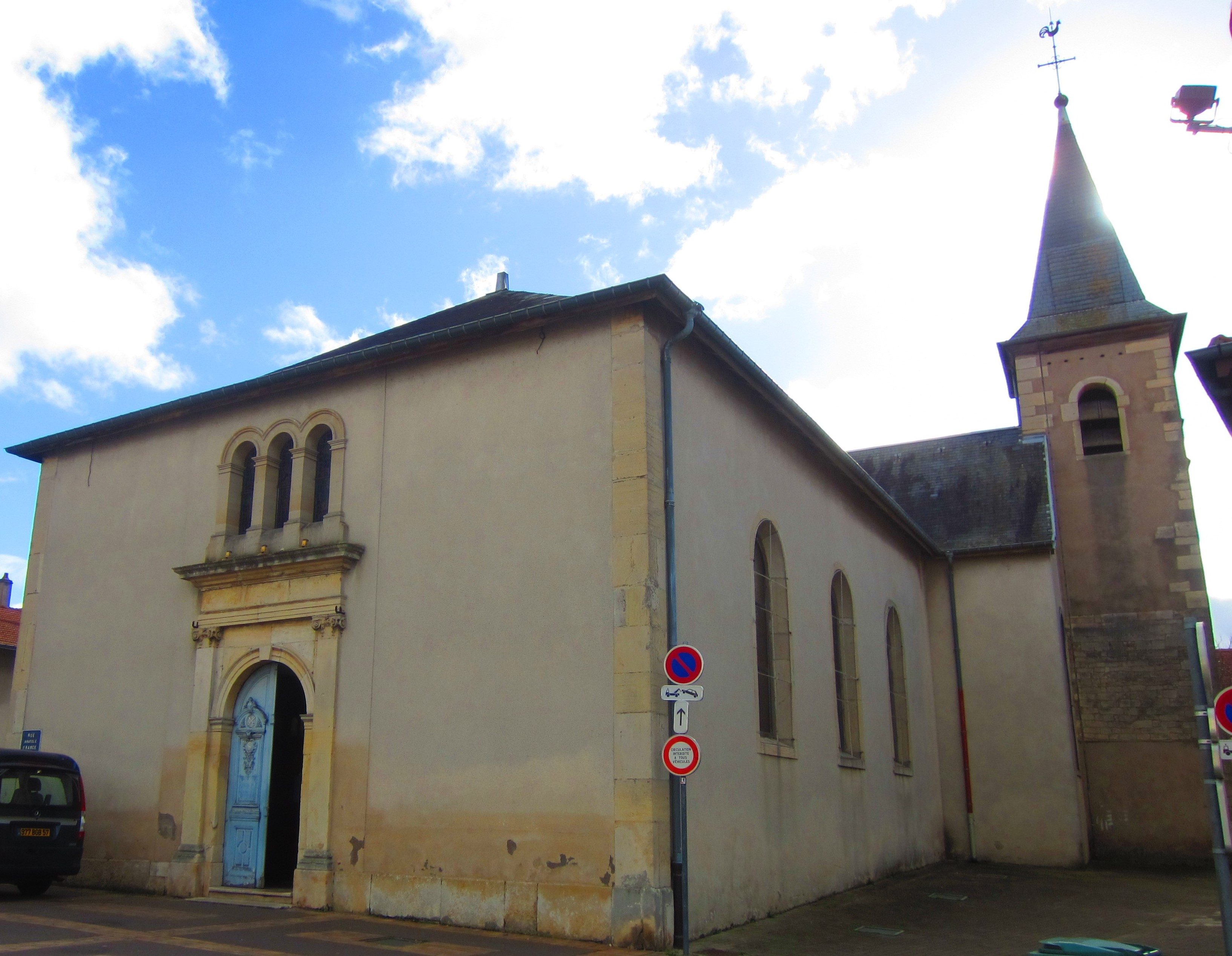
Église Saint-Georges.

#### Édifices civils
- Un château d'eau construit en 1938 et détruit le jeudi 8 août 2019 à 20 h 30. La police et les journaux locaux ont diffusé l'information pour l'occasion. L'édifice renfermait un petit bout d'histoire du XXe siècle, selon Serge Triffault : « Il a été mitraillé par l'aviation américaine en août 1944 en préparation de l'assaut du pont de Flavigny car il pouvait servir de poste d'observation et de défense aux Allemands ». S'il a survécu à la guerre, les projets immobiliers et les tractations politiques auront finalement eu raison de ce vieux vétéran de 81 ans qui se couchera ce jeudi[27].
- Une ancienne motte castrale du Moyen Âge a été inscrite monument historique en 1991[28].
- Tumulus du bois de Grève.
- Château des Armoises construit au XIVe siècle au sud de l'église, à l'ouest d'un premier habitat noble mentionné au XIIIe siècle. La maison forte a probablement été édifiée par Renaud de Nancy. Elle entre dans le patrimoine des sires des Armoises par mariage en 1430. À la suite d'exactions commises par Collard des Armoises sur leur territoire, la maison forte est attaquée et incendiée par les Messins en 1443. Elle est rapidement réparée et d'importants travaux sont entrepris dans la maison d'après les comptes des années 1545-1549. La famille d'Armoises cède le château des Armoises en 1613 à Henri de Ludres, coseigneur de Richardménil, qui le démolit entièrement pour réaménager son château. Des fouilles ont été entreprises sur le site en 1984-1988 par Gérard Giuliato et son équipe[29],[30],[31].
- Vieux château actuel XIVe reconstruit en 1613 à l'emplacement du château du bas, restauré après 1677 pour effacer les ruines de la guerre de Trente Ans. Il appartenait à la famille de Ludre. Vendu à la Révolution comme bien d'émigré et démoli. Une fois l'orage révolutionnaire passé, Théodore de Ludre, marquis de Frolois, passa sa vie à reconstituer l'ancien domaine familial. Il racheta la maison de maître qui avait remplacé le château, la fit modifier (notamment la toiture) et apposer les armes de ses parents alors toujours en vie, les Ludre-Custines, sur le fronton. Le château existe toujours avec sa chapelle.
- Château XIVe appartenant aux Haraucourt (on ne sait rien sur ce dernier).
- Château Rouge, construit vers 1860 par Prosper Morey pour Gaston de Ludres fit construire un nouveau château, incendié par les troupes américaines au cours de l'hiver 1944-1945 ; les ruines en ont été rasées. Le nom du château lui venait de ses encadrements de portes et fenêtres en briques.
- Canal de l'Est et canal latéral de la Moselle : jonction, écluses, port.

#### Édifices religieux
- Église Saint-Georges XIXe siècle : boiseries et tableau.
- Chapelle (Vieux-château).

### Équipements

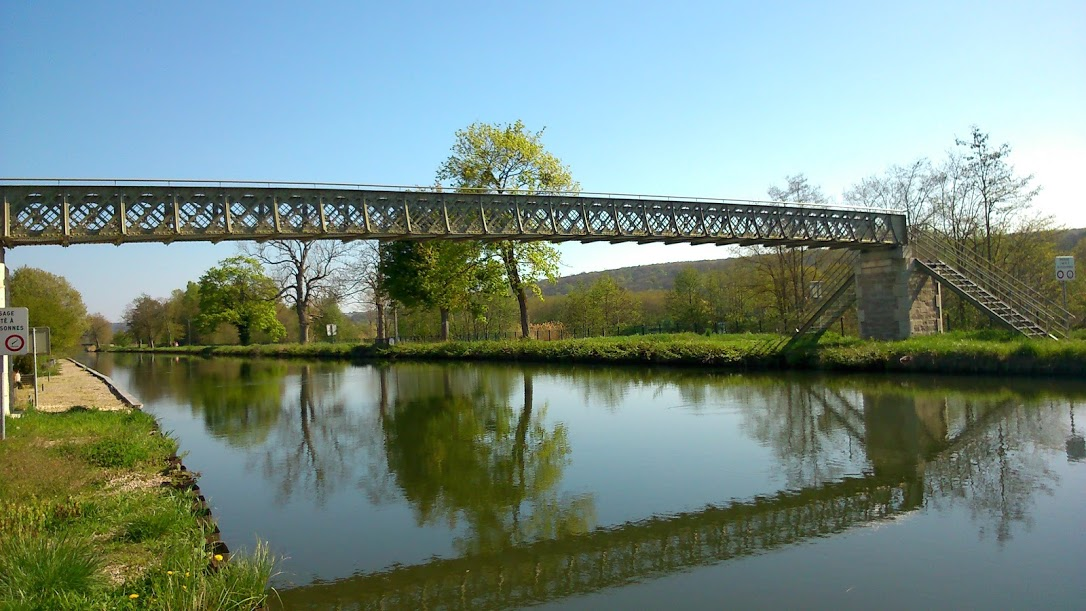
Passerelle Mangin au-dessus du canal à Richardménil.

Une halte nautique est implantée au niveau de la passerelle Mangin (élève de Gustave Eiffel), elle est gérée par l'Association pour le développement de l'environnement à Richardménil (ADER). Sa capacité d'accueil est de 10 à 15 bateaux, l'électricité, l'eau sont mises à disposition des navigateurs pour quelques euros.
Un commerce principalement alimentaire est situé à quelques centaines de mètres de la halte, avec un service permettant aux navigateurs de ne pas porter leurs courses puisque transporté par voiture directement au bateau.
Richardménil dispose également d'une halte camping-car. Celle-ci est située en bas de la rue du Lac (anciennement chemin de la Levrette) ; elle est réservée aux véhicules de moins de 3,5 T et est gérée par la municipalité.

### Personnalités liées à la commune
Nicolas de Ludres (1464-1539) : seigneur de Richardménil et comte d'Affrique (en souvenir d'une colline appelée le Mont d'Affrique en Bourgogne et d’où sa famille était originaire). Autrefois, un tableau dans l'église de Richarménil rappelait sa mémoire en ces termes : "Anno 1526. Nicolas de Frolois, comte de Ludres et d'Afrique et sa famille défendirent  la religion et la foi catholique avec Antoine, duc de Lorraine, contre les luthériens d'Allemagne au combat de Saverne et sauvèrent la Lorraine de leur invasion". À la mort de Nicolas de Ludres, on construisit pour lui un somptueux mausolée à la collégiale Saint Georges de Nancy.

### Héraldique, logotype et devise
| Blason de Richardménil | Blason  | De sable au lion d'or, lampassé et couronné de gueules. |
| Blason de Richardménil | Détails | Ce sont les armes de la famille de Richardménil, d'ancienne chevalerie. Cette famille s'éteignit au XIVe siècle et la terre passa dans les maisons de Lenoncourt puis de Ludres. (UCGL) |